# Бларікюм
Бларікюм (нід. Blaricum, нід. вимова: [ˈblaːrikʏm] ( прослухати)) — село у Нідерландах, що має статус муніципалітету, у провінції Північна Голландія.
Розташоване неподалік Амстердама і є популярним місцем проживання для діячів шоу-бізнесу, спортсменів та представників бізнес-середовища. Станом на 2011 рік Бларікюм був населеним пунктом із найдорожчою нерухомістю в Нідерландах. На той час середня ціна будинку в селі за рік зросла на 12% і складала €800.000.

## Топографія
Нідерландська топографічна карта муніципалітету Бларікюм, червень 2015 року.